# Diego Acosta
Diego Emmanuel Acosta Curtido (* 12. November 2002) ist ein paraguayischer Fußballspieler.

## Karriere

### Verein
Acosta begann seine Karriere bei Club Libertad. Im April 2021 wechselte er nach Brasilien in die U-20 von Atlético Mineiro. Im Februar 2022 wechselte er nach Russland zum Zweitligisten Kamas Nabereschnyje Tschelny. Für Kamas debütierte er im März 2022 gegen Tom Tomsk in der Perwenstwo FNL. Bis Saisonende absolvierte er zehn Zweitligapartien.
Zur Saison 2022/23 wechselte Acosta zum Erstligisten FK Orenburg. Sein Debüt in der Premjer-Liga gab der Angreifer dann im August 2022 gegen Lokomotive Moskau. Bis Saisonende kam er zu zwei Einsätzen für Orenburg.
Im Juli 2023 kehrte er nach Paraguay zurück und wechselte zu Sportivo Luqueño.

### Nationalmannschaft
Acosta nahm 2019 mit der paraguayischen U-17-Auswahl an der Südamerikameisterschaft teil. Während des Turniers kam er in fünf Partien zum Einsatz, mit Paraguay beendete er das Turnier als Dritter und qualifizierte sich somit für die WM im Herbst desselben Jahres. Für diese wurde er ebenfalls nominiert, bei der WM erreichte das Land das Viertelfinale, Acosta spielte in drei von fünf Partien.